# محرك رولز رويس آر بي 199
توربو يونيون أر بي 199 (بالإنجليزية: Turbo-Union RB199) هو محرك توربيني مروحي، صمم وبني في أوائل السبعينات من قبل توربو يونيون، وهي مشروع مشترك بين شركة رولز رويس البريطانية وأم تي يو للمحركات الجوية الألمانية وفيات افيو الإيطالية. واستخدام محرك أر بي 199 الوحيد هو على طائرة بانفيا تورنادو.

## قوائم ذات صلة
- قائمة محركات الطائرات

## وصلات خارجية

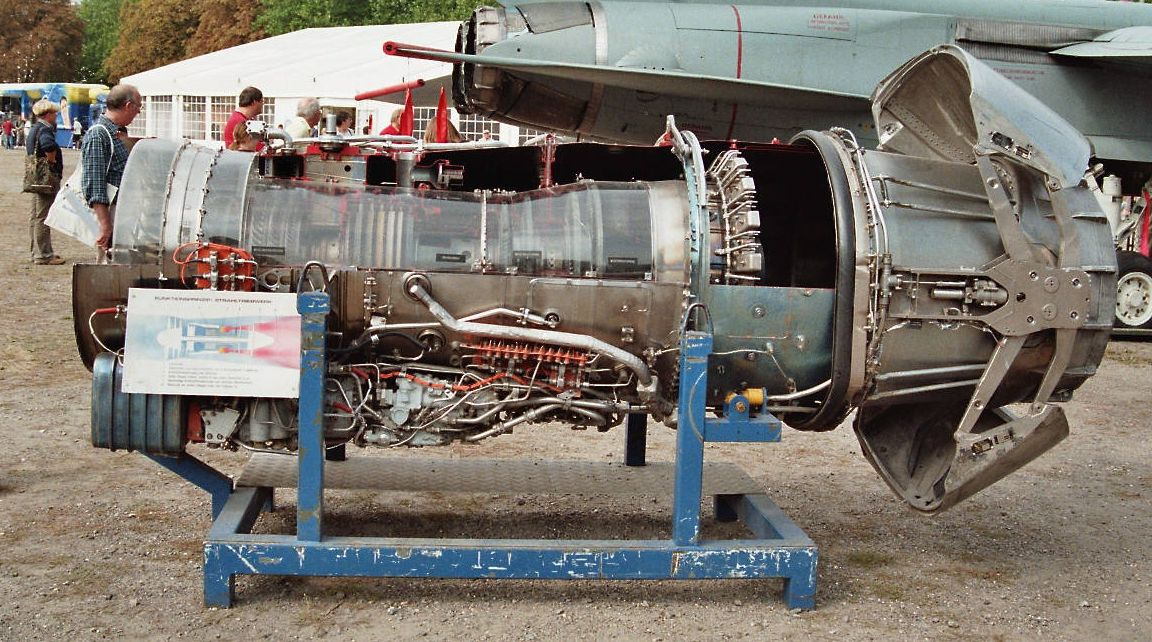
محرك أر بي 199

- Rolls-Royce.com - RB199